# Otfried Preußler

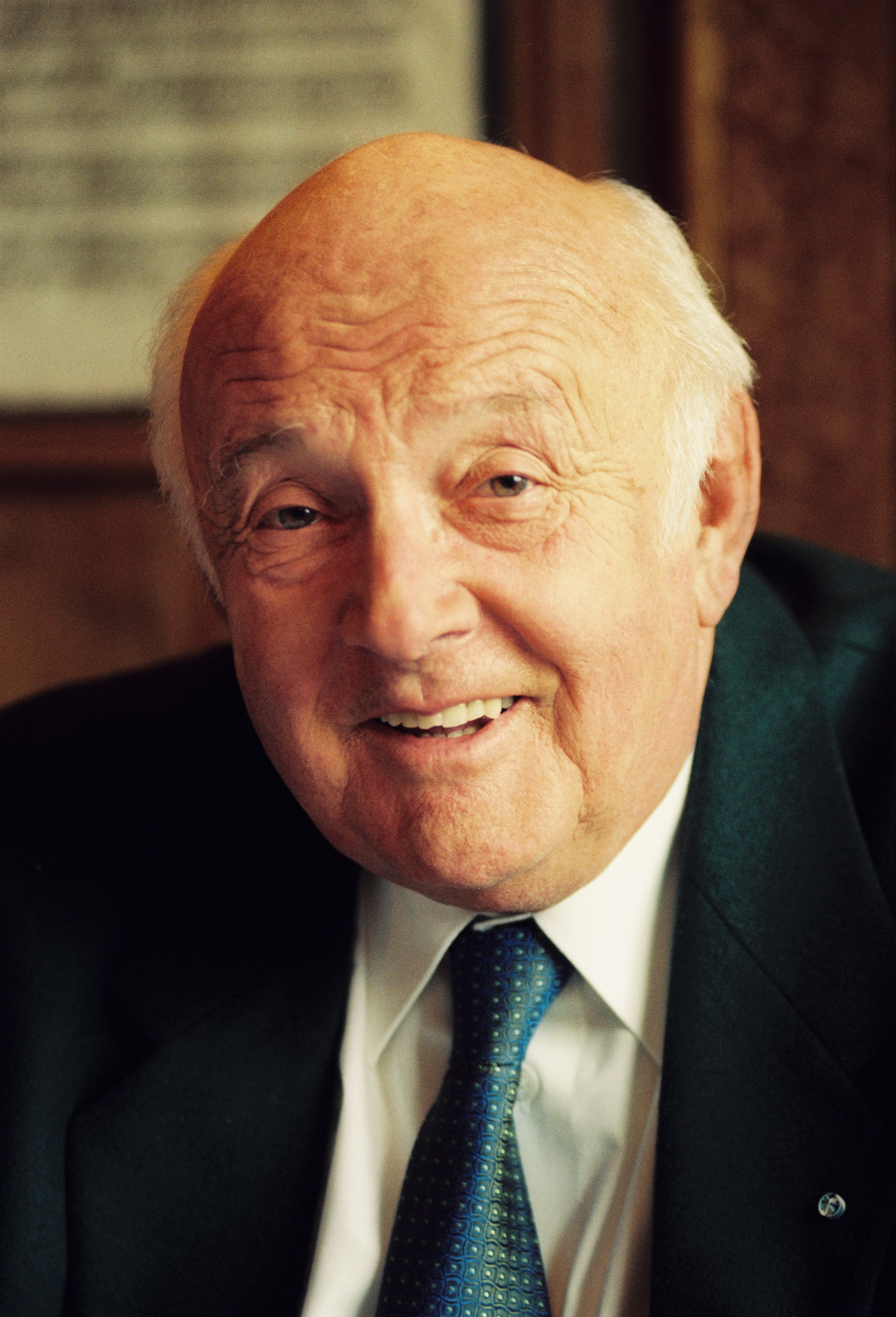
Otfried Preußler (2010)

Otfried Preußler (* 20. Oktober 1923 in Reichenberg, Tschechoslowakei als Otfried Syrowatka; † 18. Februar 2013 in Prien am Chiemsee, Deutschland) war ein deutschsprachiger Schriftsteller.
Sein Werk besteht aus 38 Kinder-, Jugend- und Bilderbüchern, die bekanntesten sind Der kleine Wassermann, Die kleine Hexe, Der Räuber Hotzenplotz, Das kleine Gespenst und Krabat. Preußlers Bücher wurden in 55 Sprachen übersetzt und haben eine Gesamtauflage von 50 Millionen Exemplaren erreicht.
Für seine Verdienste erhielt Preußler zahlreiche Auszeichnungen, darunter das Bundesverdienstkreuz 1. Klasse, den Bayerischen Maximiliansorden und eine Titularprofessur der Republik Österreich. Er gehörte zu den Gründern der Deutschen Akademie für Kinder- und Jugendliteratur, und es wurden zahlreiche Schulen nach ihm benannt. Erst nach Preußlers Tod wurde Näheres über seine Jugendjahre und seine ersten Publikationen bekannt.

## Leben

### Jugend und Schulzeit
Otfried Preußler wurde 1923 im tschechoslowakischen Reichenberg (Liberec) als Kind zweier Lehrer geboren. Seine Mutter war Ernestine Tscherwenka (Czervenka); sein Vater Josef Syrowatka, der 1941 den Nachnamen der Familie – in Anlehnung an den Namen seiner Großmutter Agnes Praizler (1831–1891) – in Preußler änderte, war daneben auch Heimatforscher und Volkskundler.
Viele seiner Erzählstoffe brachte Otfried Preußler aus der böhmischen Heimat mit. Einen großen Teil der Geschichten erfuhr er von seiner Großmutter väterlicherseits, Dorothea Jireš (1869–1949), genannt „Großmutter Dora“, die besser Tschechisch als Deutsch sprach und viele Sagen kannte. Preußler bezeichnete das Geschichtenbuch seiner Großmutter als eines, das gar nicht existiert hatte und doch das wichtigste Buch seines Lebens gewesen sei. Auch sein Vater, mit dem er als kleiner Junge oft unterwegs war und der die Sagen des böhmischen Teils des Isergebirges zusammentrug, unterstützte Preußlers Neigung.
Preußler besuchte die Allgemeine Deutsche Volksschule an der Schützenstraße (sog. „Rudolphschule“) und anschließend die Oberschule für Jungen in Reichenberg. Seine Lieblingsfächer waren Deutsch und alle Fremdsprachen. Den Unterricht in Tschechisch beschreibt er als „für die meisten von uns deutschen Kindern mit der schweren Hypothek belastet, dass wir es zwangsweise lernen mussten, da es ja seit dem Zerfall der Monarchie auch für die Sudetendeutschen zur Staatssprache erklärt worden ist und mit allen nur denkbaren negativen Reminiszenzen belastet war (…) Im Rückblick muß ich sagen, daß ich von der Beschäftigung mit einer solch komplizierten Sprache für den späteren Erwerb aller anderen Fremdsprachen (…) viel profitiert habe.“
Sein Berufswunsch war es, Professor für deutsche Landesgeschichte an der Karls-Universität in Prag zu werden. Nach seinem Abitur 1942, das er mit Auszeichnung bestand, immatrikulierte er sich an der Philosophischen Fakultät der Karls-Universität. Er konnte sein Studium aber nicht antreten, weil er zum Kriegsdienst einberufen wurde.
Die Jugendzeit Preußlers war geprägt von dem deutsch-tschechischen Nationalitätenkonflikt der 1930er Jahre im Sudetenland. Er war Mitglied in der Jungturnerschaft, in der neben der turnerischen Ertüchtigung eine politisch-weltanschauliche Bildung im Sinne einer völkischen Erziehung mit einer demonstrativen Betonung des deutschen Volkstums gepflegt wurde. Die Jungturnerschaft galt als bündisch geprägt.
Nach der Annexion des Sudetenlandes wurde die Jungturnerschaft im Zuge der Gleichschaltung in die Hitlerjugend überführt. Der Werdegang Preußlers in der Hitlerjugend wird anhand der HJ-Beförderungslisten deutlich, so erfolgte im November 1939 im Deutschen Jungvolk die Beförderung zum Oberjungenschaftsführer, im April 1940 zum Jungzugführer und im November 1940 zum Oberjungzugführer. Er wurde im Oktober 1941 als Führer eines Ausbildungs-Fähnleins aus der Hitlerjugend entlassen.
Preußler gab in seinem Antrag auf Aufnahme in die Reichsschrifttumskammer eine Mitgliedschaft in der NSDAP seit September 1941 an (Mitgliedsnummer 8.637.519). In seiner Kriegsgefangenenakte wurde später ebenfalls eine Parteimitgliedschaft vermerkt.
In der Tanzstunde lernte er seine spätere Frau Annelies Kind (1925–2006) kennen, für die er ab 1940 Lyrik verfasste. Preußler war aber auch ein guter Zeichner; mit dieser Fertigkeit verdiente er sein erstes Geld, und lange Zeit war er sich unsicher, ob seine Zukunft im Malen oder im Schreiben läge. Auch hat er Zeichnungen von sich und seiner Frau hergestellt, z. B. beim Tanzen oder in einem Kajak.

### Kriegsdienst und Gefangenschaft
Unmittelbar nach seinem Abitur wurde Preußler am 20. März 1942 zum Kriegsdienst im Zweiten Weltkrieg einberufen. Er selbst gab an, sich freiwillig zur Wehrmacht gemeldet zu haben. „[…] ich hatte mich wie die meisten meiner Freunde freiwillig in den Krieg gemeldet, von dem wir ja damals glaubten, er sei ein gerechter Krieg […].“ Die Kriegsbegeisterung des jungen Mannes ist unübersehbar: „Ostern [1942, d.A.] werden wir vereidigt und ich hoffe nun bald ebenfalls hinaus ins Feld zu kommen. Heil Hitler.“
Er überstand als Offizieranwärter den Einsatz an mehreren Abschnitten der Ostfront. Mit dem Eisernen Kreuz II. Klasse wurde er am 15. März 1943 ausgezeichnet. Zu diesem Zeitpunkt war er noch Gefreiter. Anfang Mai 1944 wurde er zum Leutnant der Reserve befördert. Im August 1944 war er als Kompanieführer mit der 294. Infanterie-Division im 52. Armeekorps der 6. Armee in Bessarabien in der Nähe von Kischinew eingesetzt. Im sowjetischen Großangriff Operation Jassy-Kischinew wurden diese Truppenteile zusammen mit anderen Verbänden in einer Kesselschlacht umfasst und unter schweren Verlusten zur Aufgabe gezwungen.
Die überlebenden deutschen Soldaten gerieten in sowjetische Kriegsgefangenschaft. Er litt unter Typhus, Malaria und Fleckfieber und magerte bis auf 40 Kilogramm Körpergewicht ab. Die nächsten fünf Jahre verbrachte er als Kriegsgefangener in der Tatarischen Republik, zunächst im Kriegsgefangenenlager 97 in Jelabuga und ab Frühjahr 1945 im sogenannten „Silikatlager“ (ein Lager, in dem Silikatziegel hergestellt wurden) in Kasan. In der Kriegsgefangenschaft schrieb Preußler Gedichte und Theaterstücke, die er neben der Zwangsarbeit mit Kameraden auf der Lagerbühne aufführte.
Nach seiner Entlassung im Juni 1949 fand er im oberbayerischen Rosenheim seine heimatvertriebenen Angehörigen und seine Verlobte Annelies Kind aus Reichenberg wieder. Noch im selben Jahr heirateten sie. Das Paar bekam drei Töchter.

### Studium und Arbeit als Pädagoge
„Lehrer sein – das wäre schön. […] Ich möchte mich an Kinder wenden dürfen, möchte sie formen und erziehen zu frohen, friedlichen Menschen.“, schrieb Preußler bereits 1947 auf einer Kriegsgefangenenpostkarte an seine Verlobte. Um finanzielle Sicherheit und mehr Freiheiten beim Schreiben zu haben, folgte er diesem Wunsch 1951 und begann eine Ausbildung in München zum Grundschullehrer. Während seines Studiums verdiente er nebenbei Geld als Lokalreporter und als Geschichtenschreiber für den Kinderfunk. Vom 1. April 1953 bis 1955 leistete er den Vorbereitungsdienst als Lehramtsanwärter, danach war er bis 1970 zunächst als Volksschullehrer, dann als Rektor an der später nach ihm benannten Otfried-Preußler-Schule in Stephanskirchen tätig. Mitunter hatte er 52 Kinder zu beschäftigen. Hier kam sein erzählerisches und zeichnerisches Talent den Kindern zugute; nicht selten erzählte er seinen unruhigen Schülern Geschichten, die er später aufschrieb und veröffentlichte.

### Laufbahn als Schriftsteller
Seit seiner frühen Jugend hatte Preußler sich an Gedichten und kleinen Texten versucht. Seine ersten Publikationen waren drei in Briefform geschriebene Texte mit dem Titel Lieber Soldat!, die 1940 in der Zeitschrift Kameraden. Sudetendeutsche Briefe an Wehr- und Werkmänner erschienen. Der 16-jährige Preußler berichtet darin von seiner Tätigkeit als Oberjungenschaftsführer bzw. Jungzugführer beim Deutschen Jungvolk.
Der erste Text erzählt von einer Altpapiersammlung im Spätwinter 1940 durch die von Preußler geführte Jungenschaft. Zu diesem Zeitpunkt war Preußler Oberjungenschaftsführer. Im zweiten Text berichtet Preußler über seine Arbeit im April 1940 im Rekrutierungsbüro der HJ und seine Ausbildung der 10-jährigen „Pimpfe“ des neuen Jahrganges, die er zu „Kerlen“ und „guten Soldaten“ erziehen wollte. Ab dem 20. April 1940 war Preußler Jungzugführer. Diese beiden Texte unterschrieb Preußler mit „Schorsch“, dies war wahrscheinlich sein Fahrtenname aus der Zeit der bündisch geprägten Jungturnerschaft.
Der dritte Text erzählt von einer im Sommer 1939 als Jungenschaftsführer mit seinen 26 Pimpfen durchgeführten Fahrt in den Harz, von einer einwöchigen Fahrt an die Sprachgrenze und vom Ernteeinsatz im Sudetenland im Spätsommer 1940 als Jungzugführer, den Preußler in Erntelager Geyer literarisch verarbeitet hat. Diesen dritten Text aus dem Spätsommer 1940 unterschrieb er mit „Otfried Preußler“, wobei die Namensänderung erst im Dezember 1941 erfolgte. Alle drei Texte tragen den Titel Lieber Soldat!, der ansonsten in der gesamten Ausgabe der Zeitschrift Kameraden nicht wieder auftaucht. Allen drei Texten sind Zeichnungen im gleichen Stil beigefügt, der erste Text nimmt auf diese Zeichnung Bezug. Der zweite Text nimmt auf den ersten Text Bezug.
In der Weihnachtsausgabe 1941 von Die Zeit, der Zeitung der NSDAP für den Reichsgau Sudetenland, erschien ein Artikel von Robert Hohlbaum, der den „jungen sudetendeutschen Dichter Otfried Preußler“ vorstellte. Hohlbaum, ein Bekannter der Familie, hatte eine Auswahl von Preußlers Gedichten vorliegen und zitierte eines in voller Länge, ein Sonett mit dem Titel St. Veitsdom in Prag, und eines in Auszügen, Bauern-Breughel.
Erst 2015 wurde posthum durch Stellungnahmen von Peter Becher und Murray G. Hall in österreichischen Medien weithin bekannt, dass Preußler schon im Winter 1940/41 das Buch Erntelager Geyer geschrieben hatte, ein im böhmischen Wernersdorf spielendes Jugendbuch im Stil der HJ-Ideologie, das 1944 im Verlag Junge Generation in Berlin erschienen. Die Geschichte dreht sich um eine Gruppe Pimpfe des Deutschen Jungvolkes, die im Sudetenland zum Ernteeinsatz unter ihrem HJ-Fähnleinführer auf Bauernhöfen eingesetzt werden.
In der Sowjetischen Besatzungszone erschien der Roman nach Kriegsende wie alle Werke nationalsozialistischer Propaganda auf der Liste der auszusondernden Literatur, auch in den Gebieten der Westalliierten wurde das Buch entsprechend dem Kontrollratsbefehl Nr. 4 aus Büchereien aussortiert, so dass nur noch wenige Exemplare im Bestand der Nationalbibliotheken und in Privatbesitz vorhanden sind. Das Buch wurde allerdings im Standardwerk Handbuch Kinder- und Jugendliteratur 1933–1945 an mehreren Stellen als Beispiel für HJ-Jugendliteratur aufgeführt und auszugsweise besprochen. Auch im Standardwerk zur Geschichte der Hitlerjugend wird das Buch im Literaturverzeichnis aufgeführt.
Preußler selbst hatte öffentlich keinen Hinweis darauf gegeben, nur in einem Schreiben an die Künstlergilde Esslingen benannte er das Buch in einem beigefügten Lebenslauf und Werkbericht. Hall vermutet, der Autor habe sich später für das Jugendwerk geniert. Sandra Maruńska mutmaßt, er habe diesen Text auch später nicht für eine Fehlleistung gehalten. Der Preußler-Biograf Carsten Gansel hält es für „wenig begründet“, dem Text des Achtzehnjährigen eine Propagierung der NS-Ideologie anzulasten. Er ordnet das „Begriffsnetz“ des Romans vielmehr der bündischen Jugend zu. Petra Josting, Expertin für NS-Kinderliteratur, stellt hingegen fest, dass in Erntelager Geyer viele NS-Ideologeme verbreitet würden.
Auch während seiner fünfjährigen sowjetischen Kriegsgefangenschaft schrieb Preußler Gedichte, Texte und Theaterstücke für die Lagerbühne. Darunter waren heitere Stücke, wie Mein geliebtes Porzellan, oder aufmunternde Gedichte für seine Mitgefangenen. Er setzte sich aber während der Gefangenschaft auch kritisch mit Fragen von Verantwortung, Macht und Gehorsam auseinander, zum Beispiel in seinem Theaterstück Kang-Chen-Dzönga, das eine gescheiterte Expedition zum Himalaya-Gipfel Kangchendzönga zum Inhalt hat. Es gilt als „erste überlieferte Auseinandersetzung des gefangenen Offiziers mit seiner unmittelbaren Vergangenheit - dem Krieg, der Niederlage und der Suche nach den Ursachen dafür.“
Der Neuanfang nach der Kriegsgefangenschaft gestaltete sich nach eigenen Aussagen schwer. Zuerst war Preußler arbeitslos, arbeitete dann bei einem Lebensmittelproduzenten und nur nebenher als Schriftsteller. Als freier Journalist arbeitete er mehrere Jahre für die Regionalpresse, um die wachsende Familie ernähren zu können. In den 1950er Jahren verfasste er Beiträge für den Kinderfunk und schrieb eine Reihe von Theaterstücken, meist für das Kinder- und Jugendlaienspiel gedacht. Einen anderen Charakter hat sein Bühnenstück Mensch Nr. 2301, das 1953 am Westfälischen Landestheater in Castrop-Rauxel aufgeführt wurde. Es spielt in einem nicht näher benannten Gefangenenlager und behandelt Fragen von Schuld und Verantwortung.
1956 erschien Der kleine Wassermann beim Thienemann Esslinger Verlag, der die meisten von Preußlers Büchern verlegt. Die Verlegerin Lotte Weitbrecht, die Preußler in den kommenden Jahren als Autor mit aufbaute, erkannte das Potential des Autors und brachte ihn mit der Illustratorin Winnie Gebhardt-Gayler zusammen, die auch weitere Bücher von Preußler illustrierte. Das Buch wurde im Rahmen des Deutschen Jugendliteraturpreises mit einem Sonderpreis für Text und Illustration ausgezeichnet, was Preußler einem größeren Publikum bekannt machte. In den folgenden Jahren schrieb Preußler eine Vielzahl von Kinderbüchern, von denen die meisten zu Klassikern im deutschsprachigen Raum zählen.
Zu den populärsten Kinderbüchern gehören neben dem Kleinen Wassermann, der Kleinen Hexe und dem Kleinen Gepenst (der so genannten „Der-Die-Das-Trilogie“) auch Der Räuber Hotzenplotz. Auf Nachfragen einer größeren Fangemeinde schrieb Preußler zwei Fortsetzungsbände: Neues vom Räuber Hotzenplotz und Hotzenplotz 3. Die Illustrationen zum Räuber Hotzenplotz und weiteren Büchern lieferte Franz Josef Tripp. Seine erfolgreichsten Bücher schrieb Preußler neben seiner Arbeit als Lehrer und Rektor.
Ab den 1950er Jahren stellte Preußler auch tschechische Kinderliteratur in der westdeutschen Fachliteratur vor. Dieser Tätigkeit entsprang auch die deutsche Fassung des Kater Mikesch des berühmten tschechischen Autors Josef Lada. Für die deutsche Nacherzählung erhielt Preußler 1963 in der Sparte Kinderbuch den Deutschen Jugendbuchpreis. Im Spätwerk ab den 1970er Jahren widmete er mehrere Bücher auch seiner böhmischen Heimat. Seine zeichnerischen Fähigkeiten setzte er in den Illustrationen für seine Kinderbücher Hörbe mit dem großen Hut und Hörbe und sein Freund Zwottel um.
Nach seiner gesundheitsbedingten Frühpensionierung erschien 1971 das Jugendbuch Krabat, an dem er mehr als zehn Jahre gearbeitet hatte und das er als seine persönliche Auseinandersetzung mit seiner Adoleszenz im Nationalsozialismus beschrieben hat: „Es ist … meine Geschichte, die Geschichte meiner Generation, und es ist die Geschichte aller jungen Leute, die mit der Macht und ihren Verlockungen in Berührung kommen und sich darin verstricken“. Für das Jugendbuch wurde Preußler 1972 mit dem deutschen Jugendbuchpreis ausgezeichnet. Es zählt in vielen Schulen zum Lektürekanon.
1976 gründete er mit Kolleginnen und Kollegen in Volkach die Deutsche Akademie für Kinder- und Jugendliteratur, dem folgte der Austritt aus dem PEN-Zentrum Deutschland 1977. Zwischen 1981 und 1988 übernahm er die Redaktion des Volkacher Boten, des Mitteilungsblatts der Deutschen Akademie für Kinder- und Jugendliteratur. In den 1970er Jahren wurde Preußler wie z. B. auch Michael Ende Eskapismus in seiner phantastischen Literatur vorgeworfen. Vertreter realistischer Kinderliteratur kritisierten, dass Preußler eine heile Welt in seinen Büchern zeichne und den Kindern nicht ausreichend Sozialkritik vermittele.
Für die meisten seiner Stücke schrieb er auch die Bühnenfassungen selbst. Seine Stücke zählen zu den meistgespielten im deutschsprachigen Raum. 1972 schrieb Preußler den Text zu seinem ersten Bilderbuch Die dumme Augustine, einer Emanzipierungsgeschichte eines weiblichen Clowns; weitere Bilderbücher folgten. Ab den 1980er Jahren verarbeitete er die traumatischen Erlebnisse aus Krieg und Gefangenschaft in nicht veröffentlichten Manuskripten. Preußler lebte zuletzt als freier Schriftsteller in Prien am Chiemsee, zuvor in Haidholzen bei Rosenheim.
Preußler hat über Jahrzehnte den Volksbund Deutsche Kriegsgräberfürsorge unterstützt. Er tat dies „im Gedenken an all seine Kriegskameraden“, die er in den Kämpfen und in seiner fünf Jahre dauernden sowjetischen Kriegsgefangenschaft hatte sterben sehen. Ein Friedensbaum Preußlers findet sich in einem Friedenspark nahe St. Petersburg.
1992 rief Preußler zusammen mit anderen das Hilfswerk für die Orthopädische Kinderklinik in Aschau ins Leben. Die Vereinigung hat zum Ziel, Kinder mit körperlichen, geistigen oder multiplen Einschränkungen im Klinikleben zu unterstützen. Ab 1993 trat er als Vorsitzender des Hilfswerk auch öffentlich in Erscheinung.

## Tod und Rezeption

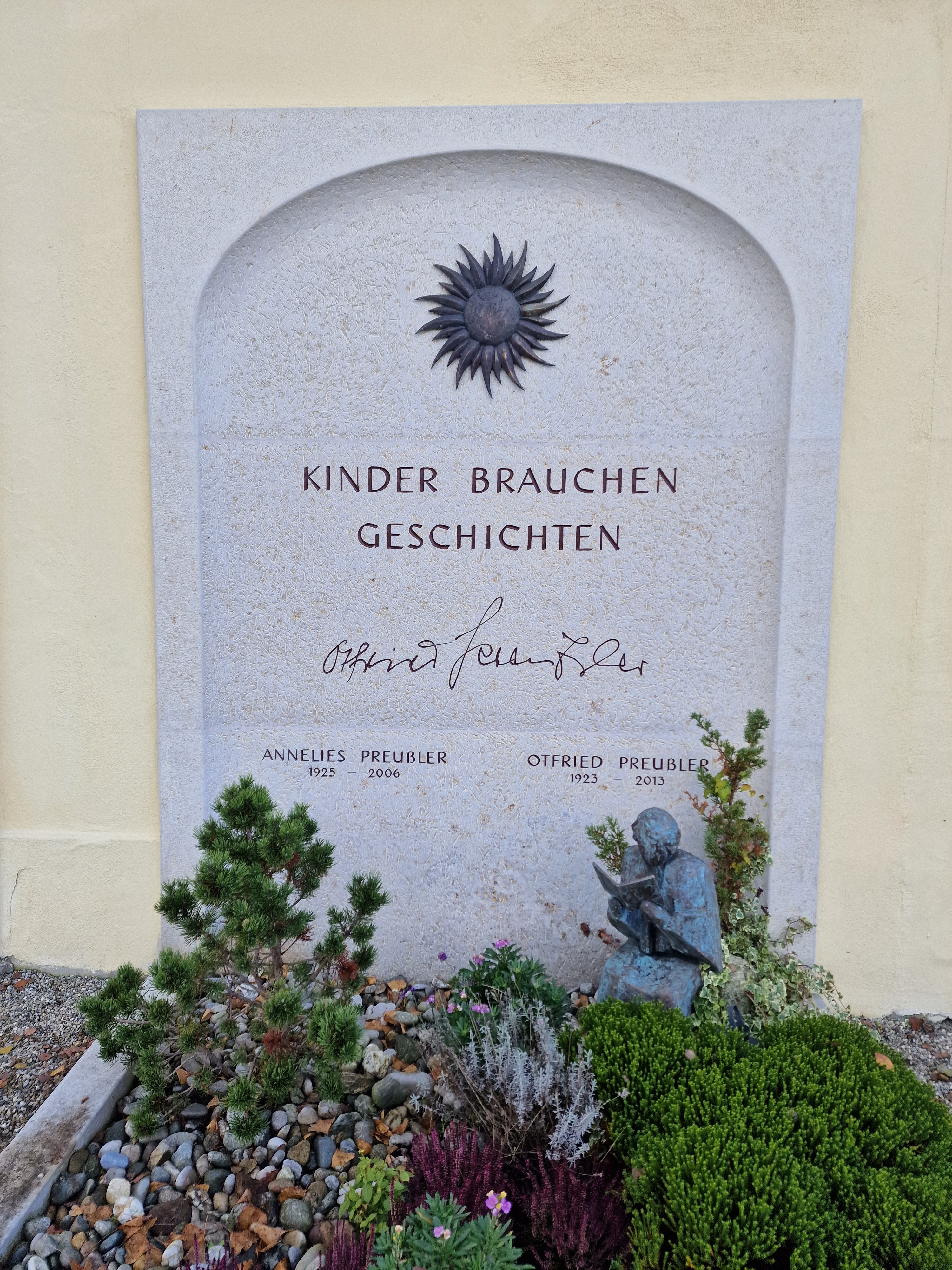
Otfried und Annelies Preußlers Grab auf dem Friedhof in Rosenheim

Otfried Preußler starb 2013 in Prien am Chiemsee im Alter von 89 Jahren. Sein schriftstellerischer Nachlass sowie seine Korrespondenz befinden sich in der Berliner Staatsbibliothek. Diese hat im Herbst 2013 eine Ausstellung in ihrem Foyer zusammengestellt. Der Tag der feierlichen Übergabe des Nachlasses in 113 Umzugskartons durch die Tochter Susanne Preußler-Bitsch soll nun jährlich als „Otfried-Preußler-Tag“ begangen werden, da „zum Preußischen Kulturbesitz der Preußlersche Kulturbesitz dazugekommen“ sei. Briefe von Preußler an die schwedische Schriftstellerin Astrid Lindgren sind mit deren Privatarchiv der Königlichen Bibliothek zu Stockholm übereignet worden.
Ebenfalls 2013 wurde einmalig der Otfried-Preußler-Kinderstückepreis ausgeschrieben und vergeben. Die Auszeichnung war mit 10.000 Euro dotiert und wurde von der Familie Preußler und dem Thienemann Verlag zu Ehren des 90. Geburtstags des Schriftstellers gestiftet. Aus 141 Einsendungen wählte die Jury das Stück Ramayana von Karen Köhler.
Otfried Preußler ist ein beliebter Namensgeber für Schulen, insbesondere für Grund- und Förderschulen. Die erste Schule war 1975 in Dillenburg nach ihm benannt worden. 2023 trugen 22 Schulen seinen Namen. 2024 erregte ein Antrag des Otfried-Preußler-Gymnasiums Pullach auf Namensänderung erhebliche mediale Aufmerksamkeit.
Büchereien und Museen haben Preußler und seinen Figuren öfter eigene Ausstellungen gewidmet. Seit seinem Tod findet in der Orthopädischen Kinderklinik in Aschau jährlich eine Gedächtnislesung statt. Am 20. Oktober 2017, seinem 94. Geburtstag, ehrte Google Preußler mit einem Doodle.
Preußler gilt als wichtiger Vermittler zwischen Deutschen und Tschechen. Seine tschechische Heimatstadt Liberec ehrte ihn 2024 für sein Schaffen.

## Werk
Preußlers Kinderbücher weisen eine Reihe von gemeinsamen Merkmalen auf:
Fantasie und Magie: Die Bücher sind in eine magische Welt eingebettet, in der das Übernatürliche und das Alltägliche selbstverständlich miteinander verwoben sind – ganz gleich, ob es sich um die Abenteuer eines Wassermanns unter Wasser, die Taten einer jungen Hexe im Hexenwald oder die Streiche eines kleinen Gespenstes handelt.
Wertevermittlung: Jedes der Bücher transportiert moralische und ethische Werte. Der kleine Wassermann bringt den Lesern den Respekt vor der Natur näher, Die kleine Hexe zeigt den Wert von Güte und Mut, Das kleine Gespenst zeigt die guten und schlechten Seiten von Neugierde und Entdeckungsgeist und Der Räuber Hotzenplotz betont die Bedeutung von Gerechtigkeit und Freundschaft.
Außenseiter als Protagonisten: In allen Büchern sind die Hauptfiguren Außenseiter in ihrer eigenen Welt – der kleine Wassermann, der seine Umgebung erkunden möchte, die kleine Hexe, die gegen die etablierten Normen der Hexenwelt rebelliert, das kleine Gespenst, das die bürgerliche Gesellschaft des kleinen Städtchens durcheinanderwirbelt, oder Kasperl und Seppel, die sich dem gefürchteten Räuber Hotzenplotz entgegenstellen. Diese Außenseiterperspektive erlaubt es Preußler, universelle Themen wie Gut und Böse, Freundschaft, Mut und Selbstbestimmung zu erkunden. Sowohl im Kleinen Wassermann als auch in der Kleinen Hexe und im Kleinen Gespenst haben die Protagonisten jeweils einen tierischen Begleiter (Karpfen, Rabe, Eule). Sie stehen sinnbildlich für Kinder, die sich in der Welt der Erwachsenen zurechtfinden und behaupten müssen; ihre tierischen Begleiter stehen ihnen mit Rat zur Seite, in ihren Taten sind die Protagonisten auf sich allein gestellt.
Die Trilogie vom Räuber Hotzenplotz wiederum ist eine klassische Kaspertheater-Geschichte mit dem üblichen Antagonismus von Gut und Böse: „Mein Vater hat eine Kasperl-Theater-Geschichte zwischen zwei Buchdeckeln geschrieben und hat sich einfach dieses klassischen Personals bedient. Und da gehört einfach der Räuber dazu, der sich das nimmt, was ihm gefällt, dazu, und es gibt einen Gegenspieler, in dem Fall sind es Kasperl und Seppel und vereint mit dem Wachtmeister Dimpfelmoser, der dann die Sache wieder ins Rechte Lot bringt.“, so charakterisiert es Preußlers Tochter Susanne Preußler-Bitsch. Nach Erscheinen des ersten Bandes erhielt Preußler so viele Kinderzuschriften, in denen er um eine Fortsetzung gebeten wurde, dass er zwei Folgebände nachlegte. Viele dieser Kinderbriefe hat er eigenhändig beantwortet und teils auch mit „Räuber Hotzenplotz“ unterschrieben.
Humor und Leichtigkeit: Trotz ihrer oft tiefgründigen Botschaften und Themen sind die Bücher voller Humor und Leichtigkeit. Preußler gelingt es, lustige Situationen zu schaffen und seine Figuren mit einem leichten und spielerischen Ton zu präsentieren, der Kinder zum Lachen bringt und sie gleichzeitig fesselt.
Erzählstil: Preußler bedient sich einer einfachen, klaren und bildhaften Sprache. Seine Geschichten sind durch eine klare Handlung und einen ausgeprägten Sinn für Rhythmus und Timing strukturiert, was sie sowohl unterhaltsam als auch leicht verständlich macht. Sein Biograf Tilman Spreckelsen charakterisiert es folgendermaßen: „Alle Umschwünge des Inhalts, alle Überraschungen, Aufregungen und Spannungsauflösungen finden ihre Entsprechungen in der Sprache selbst, die einer je eigenen Dramaturgie folgt und ihren mitunter beinahe lyrischen Rhythmus merken lässt, ohne ihn jemals leiern zu lassen – eine Technik, die Preußler im Kleinen Wassermann entwickelt hat und in den folgenden Werken perfektionieren wird.“
Anspielungen und Persiflagen: Preußlers Bücher enthalten häufig Anspielungen und Persiflagen, die den jungen Lesern kaum auffallen, aber von einem großen Allgemeinwissen des Autors zeugen. So ist der beste Freund des kleinen Wassermanns ein Karpfen namens Cyprinus. Cyprinus carpo ist der wissenschaftliche Name des Karpfens. Der Name des Räubers Hotzenplotz entspricht dem deutschen Namen des Ortes Osoblaha in Preußlers sudetendeutscher Heimat. Das kleine Gespenst erschreckt einen schwedischen General namens Torsten Torstenson, der offenbar Lennart Torstensson nachempfunden ist. Die Wetterhexe Muhme Rumpumpel in Die kleine Hexe hat ihren Namen von einer abschätzigen Bezeichnung der Marquise de Maintenon, die von Lieselotte von der Pfalz in ihren Briefen vom französischen Königshof als „Hexe“ und „Rumpumpel“ bezeichnet wurde.
Sein 1971 erschienener Jugendroman Krabat hebt sich von seinen früheren Werken insofern ab, als er die Elemente des Volksmärchens mit denen eines Coming-of-Age-Romans verbindet. Er basiert auf einer sorbischen Sage und spielt in einer Mühle in der Oberlausitz. Der Roman erzählt die düstere Geschichte von Krabat, dem Waisenjungen, der in die Welt der schwarzen Magie eingeführt wird und um seine Freiheit kämpfen muss. In einem Nachruf auf den Autor würdigte der Spiegel das Buch als dunkle Allegorie auf den Nationalsozialismus.
Preußlers Bücher haben eine deutschsprachige Gesamtauflage von über 15,2 Millionen Exemplaren und liegen in 55 Sprachen in rund 275 Übersetzungen vor.

## Auszeichnungen
- 1957: Deutscher Jugendliteraturpreis, Sonderpreis für Text und Illustration für Der kleine Wassermann
- 1958: Auswahlliste Deutscher Jugendliteraturpreis für Die kleine Hexe
- 1960: Sudetendeutscher Kulturpreis (Dichtung) der Sudetendeutschen Landmannschaft[91]
- 1963: Auswahlliste Deutscher Jugendliteraturpreis für Der Räuber Hotzenplotz
- 1967: Auswahlliste Deutscher Jugendliteraturpreis für Das kleine Gespenst
- 1970: Auswahlliste Deutscher Jugendliteraturpreis für Neues vom Räuber Hotzenplotz
- 1972: Deutscher Jugendbuchpreis für Krabat
- 1972: Silberner Griffel von Rotterdam – holländischer Jugendbuchpreis für Krabat
- 1973: Bundesverdienstkreuz am Bande
- 1973: Europäischer Jugendbuchpreis für Krabat
- 1973: Notable Book of 1973 der American Library Association für Krabat
- 1977: Jugendbuchpreis des polnischen Verlegerverbandes für Krabat
- 1979: Großer Sudetendeutscher Kulturpreis der Sudetendeutschen Landsmannschaft
- 1979: Bayerischer Verdienstorden
- 1979: Aufnahme in die Klasse der Künste und Kunstwissenschaften der Sudetendeutschen Akademie der Wissenschaften und Künste
- 1985: Liebieg-Medaille des Heimatkreises Reichenberg in Augsburg
- 1987: Andreas-Gryphius-Preis, für Gesamtwerk[92]
- 1987: Bayerischer Poetentaler
- 1988: Großer Preis der Deutschen Akademie für Kinder- und Jugendliteratur e. V. Volkach für Gesamtwerk
- 1988: IBBY Honour List für Das kleine Gespenst in der griechischen Übersetzung
- 1990: Eichendorff-Literaturpreis
- 1990: Verdienstmedaille Pro Meritis vom Bayerischen Staatsminister für Unterricht und Kultur
- 1991: Ernennung zum Titularprofessor der Republik Österreich
- 1992: Deutscher Fantasy-Preis der Stadt Passau und des EDFC e. V. für sein Gesamtwerk
- 1993: Bundesverdienstkreuz (I. Klasse)
- 1998: Wildweibchenpreis
- 2000: Konrad-Adenauer-Preis der Deutschland-Stiftung
- 2000: Großes Bundesverdienstkreuz[93]
- 2002: 50-jährige Mitgliedschaft Sudetendeutsche Landsmannschaft[94]
- 2010: Bayerischer Maximiliansorden für Wissenschaft und Kunst[95]
- 2023: Sonderbriefmarke anlässlich von Preußlers 100. Geburtstag

## Werke
Da es bisher kein vollständiges Werkverzeichnis gibt, ist die folgende Auflistung nicht erschöpfend. Ein (unvollständiger) Überblick findet sich bei Lange (2015).

### Texte
- 1940: Lieber Soldat![97]
- 1942: Abend; Nächtliche Landschaft (Gedichte)[98]
- 1949: In zwei Tagen wär ich daheim…[99]
- 1951: Das kleine Spiel vom Wettermachen (Kinder- und Jugendlaienspiel)[100]
- 1951: Das Spiel vom lieben langen Jahr (Kinder- und Jugendlaienspiel)[101]
- 1951: Der fahrende Schüler im Paradies[102]
- 1951: Kasperl hat ein gutes Herz (Kinder- und Jugendlaienspiel)[103]
- 1951: Frau Nachbarin, Frau Nachbarin, wo will Sie mit den Blumen hin? (Kinder- und Jugendlaienspiel)[104]
- 1951: Der Perserschah[105]
- 1951: Es geistert auf der Mitteralm[106]
- 1951: Lieb Nachtigall, wach auf
- 1951: Lustig ist die Fasenacht[107]
- 1951: Dass die Lieb’ nicht vergeht, dass die Treu sich bewährt. Ein Polterabendspielchen für Kinder
- 1951: Das fremde Bleichgesicht (Kinder- und Jugendlaienspiel)[108]
- 1952: Mensch Nr.2301 (Schauspiel)[109][110]
- 1953: Das Spiel von den sieben Gesellen[111]
- 1954: Ei guten Tag, Frau Base[112]
- 1967/69: Die Fahrt zum Mond[113]

### Bilderbücher
- 1972: Die dumme Augustine ISBN 978-3-522-41060-1
- 1975: Das Märchen vom Einhorn ISBN 978-3-522-43661-8
- 1981: Pumphutt und die Bettelkinder ISBN 3-522-41690-2
- 1989: Die Glocke von grünem Erz ISBN 3-522-43503-6
- 1990: Jahrmarkt in Rummelsbach ISBN 3-522-41120-X
- 1991: Lauf, Zenta, lauf! ISBN 3-522-42960-5
- 1993: Das Eselchen und der kleine Engel ISBN 3-522-43156-1
- 1996: Vom Drachen, der zu den Indianern wollte ISBN 3-522-43229-0
- 2001: Wasserschratz und Tatzenkatze ISBN 3-522-43364-5
- 2001: Wo steckt Tella? ISBN 3-522-43365-3

### Jugendbücher
- 1944: Erntelager Geyer; mit Zeichnungen von Ferdinand Spindel. Verlag Junge Generation, Berlin.[38]
- 1971: Krabat

### Kinderbücher
- 1956: Der kleine Wassermann
- 1957: Die kleine Hexe
- 1958: Bei uns in Schilda ISBN 3-522-10600-8
- 1958: Thomas Vogelschreck ISBN 3-522-12610-6
- 1962: Der Räuber Hotzenplotz
- 1966: Das kleine Gespenst
- 1968: Die Abenteuer des starken Wanja ISBN 978-3-522-18185-3
- 1969: Neues vom Räuber Hotzenplotz
- 1973: Hotzenplotz 3
- 1981: Hörbe mit dem großen Hut ISBN 978-3-522-18424-3
- 1983: Hörbe und sein Freund Zwottel ISBN 3-522-13590-3
- 1984: Der goldene Brunnen. Ein Märchenspiel ISBN 3-423-07209-1
- 1985: Der Engel mit der Pudelmütze. Sechs Weihnachtsgeschichten ISBN 978-3-522-17766-5
- 1987: Herr Klingsor konnte ein bißchen zaubern ISBN 3-522-16480-6
- 1989: Dreikönigsgeschichten. Die Krone des Mohrenkönigs / Das Lied der Zikade ISBN 3-423-70178-1
- 1991: Das Räuber Hotzenplotz Puzzle-Bilderbuch ISBN 3-522-42990-7
- 1993: Brot für Myra. Eine Geschichte vom heiligen Nikolaus ISBN 978-3-522-18604-9
- 1995: Die Glocke von Weihenstetten ISBN 3-522-16921-2
- 1995: Die Zenzi mit dem Wackelzahn ISBN 3-423-75039-1
- 1999: Hey-Ho! Hotzenplotz! – Das große Räuber-Hotzenplotz-Liederbuch ISBN 3-522-17324-4
- 2002: Eins, zwei, drei im Bärenschritt ISBN 3-522-17188-8

### Sonstige Bücher
- 1978: Die Flucht nach Ägypten. Königlich böhmischer Teil. ISBN 978-3-423-25116-7
- 1988: Zwölfe hat’s geschlagen ISBN 3-522-16100-9
- 1988: Das Otfried Preußler Lesebuch ISBN 3-423-10959-9
- 1993: Mein Rübezahlbuch ISBN 3-522-16803-8
- 1993: Ein Dank an gute Freunde! – Kurzgeschichten Volksbund Deutsche Kriegsgräberfürsorge e. V.
- 2000: Das große Balladenbuch (in Zusammenarbeit mit Heinrich Pleticha und Friedrich Hechelmann), ISBN 3-522-17266-3
- 2002: Gustav Leutelt habe ich noch gekannt. Verlag der Leutelt-Gesellschaft

### Bücher mit Texten von Otfried Preußler
- 1998: Sagen Sie mal, Herr Preußler … Festschrift für Otfried Preußler zum 75. Geburtstag, Hrsg: Heinrich Pleticha, ISBN 3-522-17249-3
- 2003: Otfried Preußler zum 80. Geburtstag, Herausgeber Thienemann Verlag GmbH, ISBN 3-522-17626-X
- 2010: Ich bin ein Geschichtenerzähler Hrsg. von Susanne Preußler-Bitsch und Regine Stigloher, ISBN 978-3-522-20095-0
- 2011: Der kleine Wassermann – Frühling im Mühlenweiher Hrsg. von Preußler, Daniel Napp und Regine Stigloher, ISBN 978-3-522-43678-6
- 2013: Der kleine Wassermann – Sommerfest im Mühlenweiher Hrsg. von Preußler, Napp und Stigloher, ISBN 978-3-522-43746-2
- 2014: Der kleine Wassermann – Herbst im Mühlenweiher Hrsg. von Preußler (postum), Napp und Stigloher, ISBN 978-3-522-43775-2
- 2016: Das kleine Gespenst – Tohuwabohu auf Burg Eulenstein Hrsg. von Preußler (postum), Napp und Susanne Preußler-Bitsch, ISBN 978-3-522-45809-2
- 2017: Die kleine Hexe – Ausflug mit Abraxas Hrsg. von Preußler (postum), Napp und Preußler-Bitsch, ISBN 978-3-522-45854-2
- 2018: Der Räuber Hotzenplotz und die Mondrakete Hrsg. von Preußler (postum) und Preußler-Bitsch, ISBN 978-3-522-18510-3

### Übersetzungen
- 1962: Kater Mikesch. Geschichten vom Kater, der Sprechen konnte (aus dem Tschechischen, von Josef Lada), ISBN 978-3-7941-6001-3
- 1968: Das Geheimnis der orangenfarbenen Katze (div. Autoren, Bearbeitung und Übersetzung), ISBN 3-522-11360-8
- 1969: Kater Schnurr mit den blauen Augen (aus dem Tschechischen, von Josef Kolář), ISBN 978-3-89603-023-8
- 1969: Taran und das Zauberschwein (aus dem Amerikanischen, von Lloyd Alexander), ISBN 978-3-401-13030-9
- 1970: Taran und der Zauberkessel (aus dem Amerikanischen, von Lloyd Alexander), ISBN 978-3-401-01463-0
- 1987: Der Schneemann. Ein Bilderbuch mit Musik (aus dem Englischen, von Howard Blake), ISBN 3-7618-0869-0

## Verfilmungen
Von Preußlers Büchern bestehen zahlreiche Verfilmungen, einige wurden bereits mehrfach herausgebracht.
- 1964: Kater Mikesch (Fernsehserie, Augsburger Puppenkiste)
- 1967: Der Räuber Hotzenplotz (Fernsehfilm, Augsburger Puppenkiste)
- 1968: Die Abenteuer des starken Wanja (Fernsehserie/Puppenspiel)
- 1969: Das kleine Gespenst (Fernsehfilm/Puppenspiel)[114]
- 1969: Die kleine Hexe (Fernsehfilm/Puppenspiel)
- 1974: Der Räuber Hotzenplotz
- 1975: Die kleine Hexe (Fernsehfilm/Puppenspiel)[115]
- 1977: Krabat
- 1979: Neues vom Räuber Hotzenplotz
- 1985: Kater Mikesch (Fernsehserie, Augsburger Puppenkiste)
- 1986: Die kleine Hexe
- 1986: Kleine Baba Jaga[116]
- 1987: Geist von Eulenberg[117]
- 1991: Kleine Hexe[118]
- 1992: Das kleine Gespenst
- 1993: Die dumme Augustine
- 2006: Der Räuber Hotzenplotz
- 2008: Krabat
- 2013: Das kleine Gespenst
- 2018: Die kleine Hexe
- 2022: Der Räuber Hotzenplotz

## Sonderausstellungen
- 2018/19: Räuber Hotzenplotz im Junges Schloss Stuttgart von Landesmuseum Württemberg[119]
- 2020/21: Räuber Hotzenplotz im Badischen Landesmuseum Karlsruhe[120]
- 2021/22: Räuber Hotzenplotz im Landesmuseum Koblenz beim Festung Ehrenbreitstein[121]
- 2023: Ein bisschen Magier bin ich schon … Otfried Preußlers Erzählwelten im Sudetendeutschen Museum München[122]
- 2023/24: Die kleine Hexe im Junges Schloss Stuttgart von Landesmuseum Württemberg[123]
- 2023/23: Der Mensch braucht Geschichten in der Staatsbibliothek zu Berlin[124]

## Dokumentarfilm
- Otfried Preußler – Ich bin Krabat. Regie: Thomas von Steinaecker, ZDF, Deutschland, 52 Minuten, 2023 (arte: Video auf YouTube, verfügbar bis 31. Dezember 2023)